# Красивое (Тюменская область)
Красивое — деревня в Сладковском районе Тюменской области России. Входит в состав Александровского сельского поселения. Самый южный населённый пункт области.

## История
До 1917 года входила в состав Усовской волости Ишимского уезда Тюменской губернии. По данным на 1926 год деревня Красивая состояла из 139 хозяйства. В административном отношении являлась центром Красивинского сельсовета Сладковского района Ишимского округа Уральской области.

## Население
| 2010 |
| ---- |
| 192  |

По данным переписи 1926 года в деревне проживало 682 человека (328 мужчин и 354 женщины), в том числе: русские составляли 99 % населения.
Согласно результатам переписи 2002 года, в национальной структуре населения русские составляли 90 % из 285 чел.